# Rogier Molhoek
Rogier Marinus Molhoek (ur. 22 lipca 1981 w Oud-Beijerland) piłkarz holenderski grający na pozycji środkowego pomocnika.

## Życiorys
Molhoek jest wychowankiem klubu SHO z rodzinnej miejscowości Oud-Beijerland. Pierwszym profesjonalnym klubem Rogiera w karierze był FC Dordrecht. Do pierwszej drużyny trafił w 1999 roku w wieku 18 lat, a 22 stycznia 2000 zadebiutował w Eerstedivisie wygranym 4:2 meczem z VVV Venlo. W sezonie 2000/2001 był już podstawowym zawodnikiem klubu z Dordrechtu, ale nie wywalczył z nim awansu do Eredivisie. Latem 2001 podpisał więc kontrakt z RKC Waalwijk, w którym grał co prawda przez pełne pięć sezonów, ale nie zawsze miał tam miejsce w podstawowej jedenastce. Zimą 2006 Molhoek przeniósł się do AZ Alkmaar, który przechodził kłopoty kadrowe i potrzebował rezerwowych zawodników. Zagrał w 8 meczach ligowych zostając wicemistrzem kraju z AZ. Natomiast w sezonie 2006/2007 wystąpił w 9 meczach, a z AZ zajął 3. miejsce w Eredivisie. W sezonie 2007/2008 był wypożyczony do NAC Breda, w latem 2008 odszedł do SBV Vitesse. W 2011 przeszedł do VVV Venlo, a w 2012 do FC Dordrecht, w którym po roku gry zakończył karierę.
| Sezon   | Klub         | Kraj     | Rozgrywki      | Mecze | Bramki |
| ------- | ------------ | -------- | -------------- | ----- | ------ |
| 1999/00 | FC Dordrecht | Holandia | Eerstedivisie  | 3     | 0      |
| 2000/01 | FC Dordrecht | Holandia | Eerstedivisie  | 27    | 3      |
| 2001/02 | RKC Waalwijk | Holandia | Eredivisie     | 16    | 1      |
| 2002/03 | RKC Waalwijk | Holandia | Eredivisie     | 17    | 0      |
| 2003/04 | RKC Waalwijk | Holandia | Eredivisie     | 13    | 1      |
| 2004/05 | RKC Waalwijk | Holandia | Eredivisie     | 21    | 1      |
| 2005/06 | RKC Waalwijk | Holandia | Eredivisie     | 16    | 3      |
| 2005/06 | AZ Alkmaar   | Holandia | Eredivisie     | 8     | 0      |
| 2006/07 | AZ Alkmaar   | Holandia | Eredivisie     | 10    | 0      |
| 2007/08 | NAC Breda    | Holandia | Eredivisie     | 26    | 3      |
| 2008/09 | SBV Vitesse  | Holandia | Eredivisie     | 29    | 0      |
| 2009/10 | SBV Vitesse  | Holandia | Eredivisie     | 15    | 0      |
| 2010/11 | SBV Vitesse  | Holandia | Eredivisie     | 1     | 0      |
| 2011/12 | VVV Venlo    | Holandia | Eredivisie     | 13    | 0      |
| 2012/3  | FC Dordrecht | Holandia | Eerste divisie | 14    | 0      |